# Leonia glycycarpa
Leonia glycycarpa là một loài thực vật có hoa trong họ Hoa tím. Loài này được Ruiz & Pav. mô tả khoa học đầu tiên năm 1799.